# Pennington (Alabama)
Pennington es un pueblo ubicado en el condado de Choctaw en el estado estadounidense de Alabama. En el censo de 2000, su población era de 353.

## Demografía
En el censo del año 2000 la renta per cápita promedia del hogar era de $ 32.917$, y el ingreso promedio para una familia era de 44.375$. El ingreso per cápita para la localidad era de 14.022$. Los hombres tenían un ingreso per cápita de 33.438$ contra 16.250$ para las mujeres.

## Geografía
Pennington está situado en 32°12′13″N 88°3′8″O / 32.20361, -88.05222 (32.203669, -88.052495).
Según la Oficina del Censo de los EE. UU., la ciudad tiene un área total de 1.87 millas cuadradas (4.85 km²).